# Richnava (okres Gelnica)
Richnava je obec ležící v Košickém kraji v okrese Gelnica.

## Geografie

### Části obce
Richnava má několik částí – Zlatník, Na dole (romská osada), Na nifke, Záhumnie, Uvozek, Hore režňu, Ulica, Na Bašce…

### Vodní toky
- řeka Hornád protéká západovýchodním směrem, hlavní přítoky z území obce jsou potoky Jaseňovec a Zlatník

## Historie
První písemná zmínka o obci je z roku 1246. V 13. století tu už stál hrad, který však v 16. století začal pustnout, takže v současnosti z něj zůstaly jen zbytky. Hrad byl v roce 1442 dobyt bratříky, kteří ho drželi až do roku 1460. Nedaleko obce se nachází původně gotický kostelík sv. Máří Magdalény. Obec byla v 2. světové válce 20. ledna 1945 vypálená ustupujícími německými vojsky.

## Obyvatelstvo
K 31. 12. 2015 měla obec 2 804 obyvatel. Značná část obyvatel je romského původu. Romská osada leží odděleně od obce a někdy se nazývá i Ružakovec nebo Na dole.

## Kultura

### Památky
V obci se nachází několik zajímavých staveb:
- Ruiny Richňavského hradu z 13. století
- Kostel sv. Máří Magdalény neurčeného věku s gotickými prvky, pravděpodobně však z 13. století
- Budova Speciální základní školy postavena kolem roku 1950 podle sovětských vzorů ve stylu socialistického realismu
- Kostel sv. Michala archanděla z roku 1972

### Pomníky
V obci se nachází pomník připomínající její vypálení v lednu 1945 ustupujícími německými vojsky.

## Školství
- Speciální základní škola